# Leland Melvin
Leland Devon Melvin (Lynchburg, 15 febbraio 1964) è un ex astronauta statunitense.
Nato a Lynchburg (Virginia), Melvin si diplomò alla Heritage High School e conseguì il bachelor in Chimica alla University of Richmond. Nel 1991 ricevette il master of science in Ingegneria dei materiali alla University of Virginia.
Melvin iniziò a lavorare al centro di ricerca NASA Nondestructive Evaluation Sciences Branch a Langley nel 1989, dove conduceva esperimenti con sensori per misurare la resistenza, la temperatura e il danno chimico in strutture metalliche e composite. Nel 1994 venne promosso a capo del Vehicle Health Monitoring per il programma della Lockheed e della NASA per lo sviluppo dell'X-33 Reuseable Launch Vehicle.
Fu selezionato nel 1998 come astronauta, ed iniziò l'addestramento. Essendo impiegato nel Educator Astronaut Program, visitò molte scuole negli Stati Uniti, discutendo e promuovendo la scienza, la tecnologia, l'ingegneria e l'esplorazione spaziale con insegnanti e studenti.
Nel febbraio 2008 partecipò alla missione STS-122 del Programma Space Shuttle, durante la quale venne trasportato ed installato il modulo Columbus sulla Stazione spaziale internazionale.